# 坂野豊和
坂野 豊和（ばんの とよかず、1975年7月13日  - ）は、日本の 実業家。 まるは食堂を運営している株式会社まるはの代表取締役社長を務める。祖母は、同社の創業者の相川うめ。

## 来歴
愛知県南知多町出身。南知多町立豊浜中学校、愛知県立武豊高等学校を卒業。
旅行会社に就職したが、父からの依頼でまるは食堂に転職した。入社時は支配人という役職に就き、冷凍食材の取りやめなどの施策により、離れていた客を呼び戻した。また、30歳で社長になることを決め、現場を知るために多くの仕事（仕入れ、フロント、調理、宿直、温泉の掃除まで）をこなした。2006年に代表取締役となる。
2005年の中部国際空港を皮切りに新規店舗を広げるとともに、太陽光発電や駐車場などの異業種にも進出している。